# Lago de Lei
O Lago de Lei é uma albufeira localizada no Valle Lei. Este lago artificial está quase inteiramente localizado na Itália, mas a barragem que lhe dá origem foi construída em território mais tarde atribuído à Suíça, encontrando-se assim no município de Innerferrera, Grisons).
A barragem é operado pela Kraftwerke Hinterrhein. As águas de drenagem deste lago estão entre as poucas das águas com origem em território italiano, que correm para o Mar do Norte, fazendo parte da bacia de drenagem do Rio Reno.